# Bhramanavada, Hosanagara
Bhramanavada là một làng thuộc tehsil Hosanagara, huyện Shimoga, bang Karnataka, Ấn Độ.